# An Enemy of Mankind
An Enemy of Mankind è un cortometraggio muto del 1914 sceneggiato, prodotto e diretto da James W. Horne.
È il primo episodio del serial cinematografico Stingaree.

## Produzione
Il film fu prodotto dalla Kalem Company.

## Distribuzione
Distribuito dalla General Film Company, il film - un cortometraggio di tre bobine - uscì nelle sale cinematografiche USA il 24 novembre 1915. Fu l'unico titolo del serial distribuito in tre rulli: tutti i seguenti corti di Stingaree furono distribuiti in due bobine.

### Episodi
1. An Enemy of Mankind, regia di James W. Horne  - 24 novembre 1915
2. A Voice in the Wilderness, regia di James W. Horne (1915)
3. The Black Hole of Glenrenald, regia di James W. Horne  (1915)
4. To the Vile Dust, regia di James W. Horne  (1915)
5. A Bushranger at Bay, regia di James W. Horne  (1915)
6. The Taking of Stingaree, regia di James W. Horne  (1915)
7. The Honor of the Road, regia di James W. Horne  (1916)
8. The Purification of Mulfers, regia di James W. Horne  (1916)
9. The Duel in the Desert, regia di James W. Horne  (1916)
10. The Villain Worshipper, regia di James W. Horne  (1916)
11. The Moth and the Star, regia di James W. Horne  (1916)
12. The Darkest Hour, regia di James W. Horne  (1916)